# Liste der Kulturdenkmäler in Morshausen
In der Liste der Kulturdenkmäler in Morshausen sind alle Kulturdenkmäler der rheinland-pfälzischen Ortsgemeinde Morshausen aufgeführt. Grundlage ist die Denkmalliste des Landes Rheinland-Pfalz (Stand: 27. Oktober 2023).

## Einzeldenkmäler
| Bezeichnung                          | Lage                      | Baujahr                  | Beschreibung | Bild                           |
| ------------------------------------ | ------------------------- | ------------------------ | --- | ------------------------------ |
| Brunnen                              | Brunnenstraße Lage        | 17. Jahrhundert          | Ziehbrunnen, Holzbohlen, ursprünglich aus dem 17. Jahrhundert, erneuert                                                       | Fotos hochladen                |
| Katholische Filialkirche St. Lambert | Kirchstraße 1 Lage        | 1739/40                  | Saalbau, 1739/40, Architekt eventuell Johann Neurohr, neuromanischer Bruchsteinturm, 1848; bauliche Gesamtanlage mit Friedhof | weitere Bilder Fotos hochladen |
| Hofanlage                            | Kirchstraße 8 Lage        | 18. oder 19. Jahrhundert | Hofanlage; Fachwerkhaus, teilweise massiv, 18. oder 19. Jahrhundert; bauliche Gesamtanlage                                    | BW                             |
| Rat- und Backhaus                    | Kornstraße 6 Lage         | 18. Jahrhundert          | repräsentativer Fachwerkbau, teilweise massiv, Krüppelwalmdach, 18. Jahrhundert                                               | Fotos hochladen                |
| Bildstock                            | südöstlich des Ortes Lage | 1741                     | Bildstock, Basaltrelief, bezeichnet 1741                                                                                      | BW                             |